# Elio Bartolini
Pour les articles homonymes, voir Bartolini.
Elio Bartolini (Conegliano, 22 avril 1922 – Santa Marizza di Varmo, 30 avril 2006) est un écrivain, scénariste et poète italien.

## Biographie
Elio Bartolini coécrivit avec Michelangelo Antonioni les scénarios de Il grido, en 1957, de L'Avventura en 1960 et de L'Éclipse en 1962.
Il réalisa en 1975 le film L'altro Dio.